# Arnold Palmer Cup
De Arnold Palmer Cup is een jaarlijks golftoernooi tussen studenten, vernoemd naar Arnold Palmer. Deze wedstrijd werd voor het eerst georganiseerd in 1997 als een toernooi tussen een Amerikaans team en een ploeg van studenten uit Groot-Brittannië en Noord-Ierland. Tussen 2003 en 2017 werd de Arnold Palmer Cup beslecht tussen een Amerikaans en Europees team. Tot 2013 werd het toernooi gespeeld door twee teams van 8 mannelijke golfers, vanaf 2014 werden de teams uitgebreid naar 10 spelers. 
Vanaf 2018 wordt het toernooi gespeeld in teams van 12 mannen en 12 vrouwen. Bijkomend wordt het Europees team vervangen door een internationaal team. 

## Uitslag
| Jaar | Winnaar                       | Stand     | Baan                                              |
| ---- | ----------------------------- | --------- | ------------------------------------------------- |
| 2023 | Verenigde Staten              | 32-28     | Laurel Valley Golf Club, Pennsylvania             |
| 2022 | Internationaal team           | 33-27     | Golf Club de Genève, Zwitserland                  |
| 2021 | Verenigde Staten              | 33-27     | Rich Harvest Farms, Illinois                      |
| 2020 | Internationaal team           | 40½–19½   | Bay Hill Club and Lodge, Florida                  |
| 2019 | Internationaal team           | 33½–26½   | The Alotian Club, Arkansas                        |
| 2018 | Verenigde Staten              | 38½–21½   | Evian Resort Golf Club, Frankrijk                 |
| 2017 | Verenigde Staten              | 19½ - 10½ | Atlanta Athletic Club, Georgia                    |
| 2016 | Europa                        | 18½ - 11½ | Formby Golf Club, Engeland                        |
| 2015 | Verenigde Staten              | 18 - 12   | Rich Harvest Farms, Illinois                      |
| 2014 | Europa                        | 18½ - 11½ | Walton Heath Golf Club, Engeland                  |
| 2013 | Verenigde Staten              | 20½ - 9½  | Wilmington Country Club, Delaware                 |
| 2012 | Europa                        | 13½ - 10½ | The Royal County Down Golf Club, Noord-Ierland    |
| 2011 | Verenigde Staten              | 13 - 11   | The Stanwich Club in Greenwich, Connecticut       |
| 2010 | Verenigde Staten              | 13 - 11   | Royal Portrush Golf Club, Noord-Ierland           |
| 2009 | Europa                        | 13 - 11   | Cherry Hills Country Club, Colorado               |
| 2008 | Europa                        | 14 - 10   | Glasgow Golf Club Gailes Links, Irvine, Schotland |
| 2007 | Verenigde Staten              | 18 - 6    | Caves Valley Golf Club, Maryland                  |
| 2006 | Europa                        | 19½ - 4½  | Prestwick Golf Club, Schotland                    |
| 2005 | Verenigde Staten              | 14 - 10   | Whistling Straits, Irish Course, Wisconsin        |
| 2004 | Europa                        | 14½ - 9½  | Ballybunion Golf Club, Ierland                    |
| 2003 | Europa                        | 14 - 10   | Cassique, Kiawah Island, South Carolina           |
| 2002 | Verenigde Staten              | 15½ - 8½  | Doonbeg Golf Club, Ierland                        |
| 2001 | Verenigde Staten              | 18 - 6    | Baltusrol Golf Club, New Jersey                   |
| 2000 | Verenigd Koninkrijk & Ierland | 12½ - 11½ | Royal Liverpool Golf Club, Engeland               |
| 1999 | Verenigde Staten              | 17½ - 6½  | The Honors Course, Chattanooga, Tennessee         |
| 1998 | gelijkspel                    | 12 - 12   | St Andrews: Old & New Course, Schotland           |
| 1997 | Verenigde Staten              | 19 - 5    | Bay Hill Club and Lodge, Florida                  |

## Teams
| Jaar | Europa | Verenigde Staten |
| ---- | --- | --- |
| 2013 | Julien Brun, Sebastian Cappelen, Greg Eason, Scott Fernandez, Pedro Figueiredo, Gary Hurley, Kevin Phelan, Joel Stalter, Ben Taylor, Pontus Widegren Coaches: Andrew Coltart, Philip Rowe | Daniel Berger, Alex Carpenter (coach's pick), Sean Dale, James Erkenbeck, Michael Kim, Patrick Rodgers, Justin Thomas, Michael Weaver, Cory Whitsett en Bobby Wyatt Coaches: Jay Seawell en Jim Anderson |
| 2012 | David Booth, Julien Brun, Sebastian Cappelen Daan Huizing, Robert Karlsson, Thomas Pieters Graeme Robertson, Pontus Widegren Coaches: Rickard Lindberg en David Inglis                    | Blayne Barber, Derek Ernst, Corbin Mills Patrick Rodgers, Andrew Yun, Justin Thomas James White, Chris Williams Coaches: Josh Gregory en Christian Newton                                                |
| 2011 | Sebastian Cappelen, Ignacio Elvira, Nils Florén Jeff Karlsson, Robert Karlsson, Nick MacAndrew Henrik Norlander, Pontus Widegren Coaches: Rickard Lindberg en David Inglis                | Blayne Barber, Patrick Cantlay, Alex Carpenter Russell Henley, Daniel Miernicki, Bank Vongvanij Chris Williams, Andrew Yun Coaches: Tim Poe en Michael Burcin                                            |
| 2010 | James Byrne, Rhys Enoch, Jesper Kennegard David Lingmerth, Henrik Norlander, Andrea Pavan Patrick Spraggs, Pontus Widegren Coaches: Dean Robertson, Walle Danewid                         | Tyson Alexander, John Chin , David Chung Russell Henley, Scott Langley, Daniel Miernicki Corey Nagy, Jonathan Randolph Coaches: Chris Zambri, Brian Sharp                                                |
| 2009 | Jorge Campillo, Stephan Gross Jr, Leonardo Motta Henrik Norlander, Chris Paisley, Andrea Pavan Tim Sluiter, Robin Wingardh Coaches: Dean Robertson, Walle Danewid                         | Bud Cauley, Erik Flores, Morgan Hoffmann Trent Leon, Adam Mitchell, Cameron Tringale Mike Van Sickle, Steve Ziegler Coaches: Matt Thurmond en Walter CHun                                                |
| 2008 | Jonas Blixt, Scott Borrowman, Johnny Caldwell Jorge Campillo, Jonas Enander Hedin, Charlie Ford Gareth Shaw, Tim Sluiter Coaches: Martin Olander en Adam Mednick                          | Kevin Chappell, Derek Fathauer, Rickie Fowler Aaron Goldberg, Chesson Hadley, Billy Horschel Adam Mitchell, Michael Thompson Coaches: Conrad Ray en Andy Bischel                                         |
| 2007 | Jonas Blixt, Jorge Campillo, Rhys Davies , Oscar Florén, Mark F Haastrup Pedro Oriol, Gareth Shaw, Gordon Yates Coaches: Chris van der Velde en Peter Svallin                             | Brian Harman, Billy Horschel, Dustin Johnson Chris Kirk, Luke List, Jamie Lovemark Jonathan Moore, Webb Simpson Coaches: Mike McGraw en John Knauer                                                      |
| 2006 | Alejandro Cañizares, Rhys Davies, Oscar Florén Mark F Haastrup, Stephen Lewton, Joost Luiten Pablo Martín, Richie Ramsay Coach: Peter Mattsson                                            | Ryan Baca, Ryan Blaum, Roberto Castro Brian Harman, Chris Kirk, Kevin Larsen Luke List, Clay Ogden Coach: Chris Haack                                                                                    |
| 2005 | Alejandro Cañizares, Rhys Davies, Kalle Edberg Scott Jamieson, Pablo Martín, Alexander Norén David Skinns, Steven Tiley Coaches: Magnus Gankvist en David Llewellyn                       | Ryan Blaum, Roberto Castro, Matt Every John Holmes, Spencer Levin, Jeff Overton Michael Putnam , Matthew Rosenfeld Coaches: Buddy Alexander en Tom Drennan                                               |
| 2004 | Alejandro Cañizares, Gonzalo Fz-Castaño Rhys Davies, Gareth Maybin, Francesco Molinari Lars Brovold, Alexander Norén, Martin Rominger Coach: Graham Kay                                   | Matt Every, Jack Ferguson, Jason Haartwick Billy Hurley, J.J. Jacovac, Ryan Moore Chris Nallen, Chris Stroud Coaches: Larry Penley en Joe Feaganes                                                       |
| 2003 | Alejandro Cañizares, Gonzalo Fz-Castaño, David Inglis Par Nilsson, David Price, Wilhelm Schauman David Skinns, Oliver Wilson Coaches: Keith Williams en Peter Mattsson                    | Dustin Bray, Bill Haas, Jason Hartwick Ryan Moore, Chris Nallen, Adam Rubinson Brandt Snedeker, Peter Tomasulo Coaches: Bruce Heppler en Joe Feaganes                                                    |
| 2002 | Geoff Harris, Justin Kehoe, Stuart Manley Philip Rowe, Andy Smith, Justin Walters Oliver Wilson, Stuart Wilson Coaches: Marten Olander en Adam Mednick                                    | Bill Haas, Ryan Hybl, John Klauk Brock Mackenzie, Hunter Mahan, D.J. Trahan Nock Watney, Lee Williamson Coaches: Chris Kaack en Mark Simpson                                                             |
| 2001 | Jamie Elson, David Inglis, Justin Kehoe Graeme McDowell, Philip Rowe, Kyron Sullivan Oliver Wilson, Stuart Wilson Coaches: Keith Williams en Clive Brown                                  | Nick Cassini, Erik Compton, John Engler Lucas Glover, Scott Lander, Bryce Molder Jeff Quinney, Chris Wisler Coaches: Bob Ellis en Mark Simpson                                                           |
| 2000 | Mark Booker, Jamie Elson, Max Harris Joel Hendry, Graeme McDowell, Simon Robinson Philip Rowe, Kyron Sullivan Coaches: Keith Williams en Clive Brown                                      | Jonathan Byrd, Nick Cassini, John Engler Lucas Glover, Jeff Klauk, Andy Miller Andy Sanders, Chris Wisler Coaches: Ross Randall en Mark Simpson                                                          |
| 1999 | Luke Donald, Johnny Foster, Max Harris Michael Hoey, Oliver Lindsay, Philip Rowe Kyron Sullivan, Andrew White Coaches: Keith Williams en Alistair Crinson                                 | Jeremy Anderson, Jonathan Byrd, Ben Curtis John Engler, Matt Kuchar, Hans Kuehne Byce Molder, Michael Morrison Coaches: Jim Brown en Tim Brown                                                           |
| 1998 | Luke Donald, Robert Duck, Max Harris Oliver Lindsay, Graeme Maly, Oliver Pughe Rory Sabbatini, Kyron Sullivan Coaches: Peter Dawson en Alistair Crinson                                   | Jeremy Anderson, J.J. Henry, Charles Howell III Hans Kuehne, Matt Kuchar, Doug LaBelle Edward Loar, Bryce Molder Coaches: Rod Myers en Tim Brown                                                         |
| 1997 | Richard Coughlan, Andrew Laurence, Peter Lawrie Latin Le Mesurier, Allan LacDonald, Keith Nolan Neil Steven, Andrew White Coaches: Peter Dawson en Alistair Crinson                       | Brad Elder, Brian Hull, Joel Kribel Alberto Ochoa, Ted Oh, Bo Van Pelt Charles Warren, Chris Wollmann Coaches: Dwaine Knight en Dick Spybey                                                              |